# Chi Dây huỳnh
Chi Dây huỳnh, tên khoa học Allamanda, là một chi thực vật có hoa trong họ Apocynaceae. Chúng được đặt tên theo nhà thực vật học người Thụy Sĩ, Tiến sĩ Frédéric-Louis Allamand (1735-1803).

## Các loài
- Allamanda angustifolia Pohl
- Allamanda angustifolia var. psilophylla Müll.Arg. = Allamanda angustifolia
- Allamanda aubletii Pohl = Allamanda cathartica
- Allamanda blanchetii A.DC.
- Allamanda brasiliensis Schott ex Pohl = Allamanda schottii
- Allamanda cathartica L.
- Allamanda cathartica Schrad. = Allamanda schottii
- Allamanda cathartica f. salicifolia Voss = Allamanda cathartica
- Allamanda cathartica var. grandiflora (Aubl.) L.H.Bailey & Raffill nom. inadmiss. = Allamanda cathartica
- Allamanda cathartica var. hendersonii (Bull ex Dombrain) L.H.Bailey & Raffill = Allamanda cathartica
- Allamanda cathartica var. nobilis (T.Moore) L.H.Bailey & Raffill = Allamanda cathartica
- Allamanda cathartica var. schottii L.H.Bailey & Raffill = Allamanda schottii
- Allamanda cathartica var. williamsii (Anon.) L.H.Bailey & Raffill = Allamanda cathartica
- Allamanda doniana Müll.Arg.
- Allamanda grandiflora . (Aubl.) Lam. nom. inadmiss. = Allamanda cathartica
- Allamanda grandiflora Poiret nom. Iileg. = Allamanda cathartica
- Allamanda hendersonii Bull ex Dombrain = Allamanda cathartica
- Allamanda hendersonii W.Bull ex Dombrain = Allamanda cathartica
- Allamanda laevis Markgr.
- Allamanda latifolia C.Presl = Allamanda cathartica
- Allamanda linnei Pohl = Allamanda cathartica
- Allamanda magnifica Williams = Allamanda schottii
- Allamanda martii Müll.Arg.
- Allamanda martii var. parvifolia Müll.Arg. = Allamanda martii
- Allamanda neriifolia Hook. = Allamanda schottii
- Allamanda nobilis T.Moore = Allamanda cathartica
- Allamanda oenotherifolia Pohl
- Allamanda parviflora C.Presl
- Allamanda polyantha Müll.Arg.
- Allamanda puberula A.DC. = Allamanda puberula
- Allamanda puberula var. gardneri A.DC. = Allamanda puberula
- Allamanda puberula var. glabrata Müll.Arg. = Allamanda puberula
- Allamanda puberula var. lasiocalycina Müll.Arg. = Allamanda puberula
- Allamanda salicifolia hort. = Allamanda cathartica
- Allamanda schottii Hook. = Allamanda cathartica
- Allamanda schottii Pohl: Bush Allamanda
- Allamanda setulosa Miq.
- Allamanda thevetifolia Müll.Arg.
- Allamanda wardleyana Lebas = Allamanda cathartica
- Allamanda weberbaueri Markgr..
- Allamanda verrucosa Gardn. ex Müll.Arg. = Allamanda puberula
- Allamanda verticillata Desf.
- Allamanda williamsii Hort. = Allamanda cathartica
- Allamanda violacea Gardn. & Field. = Allamanda blanchetii

## Hình ảnh

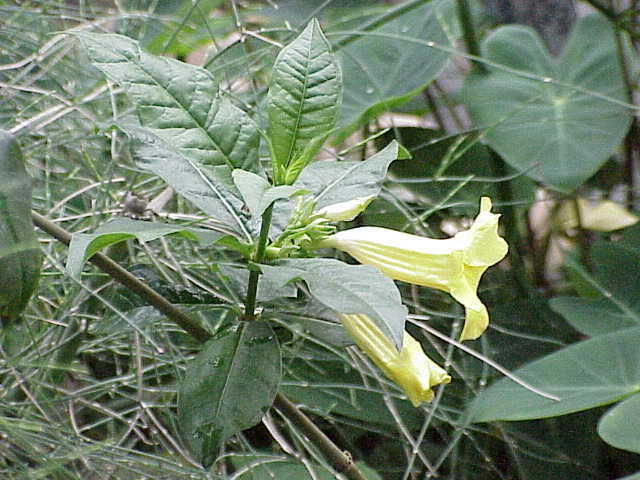
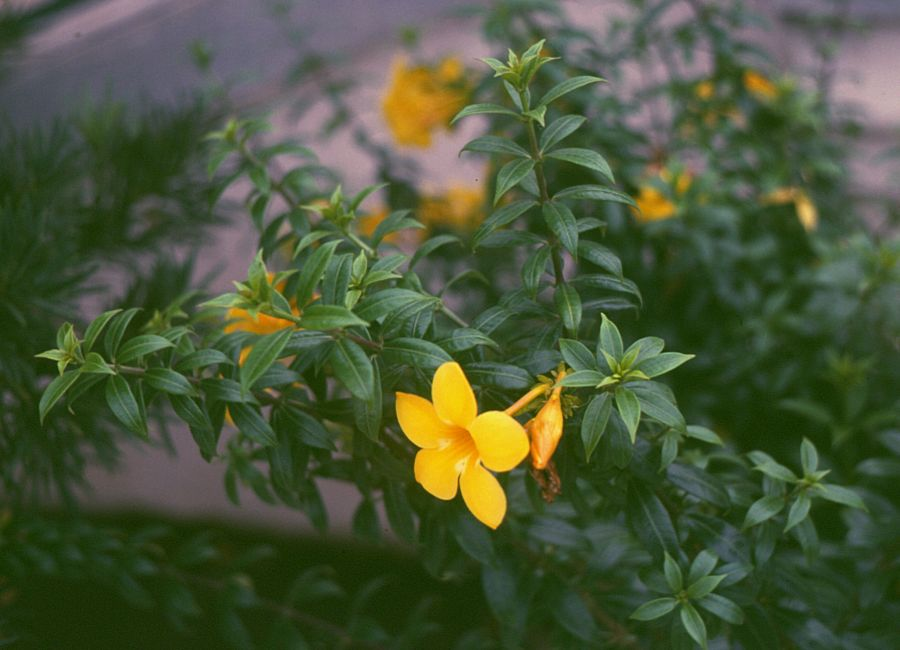
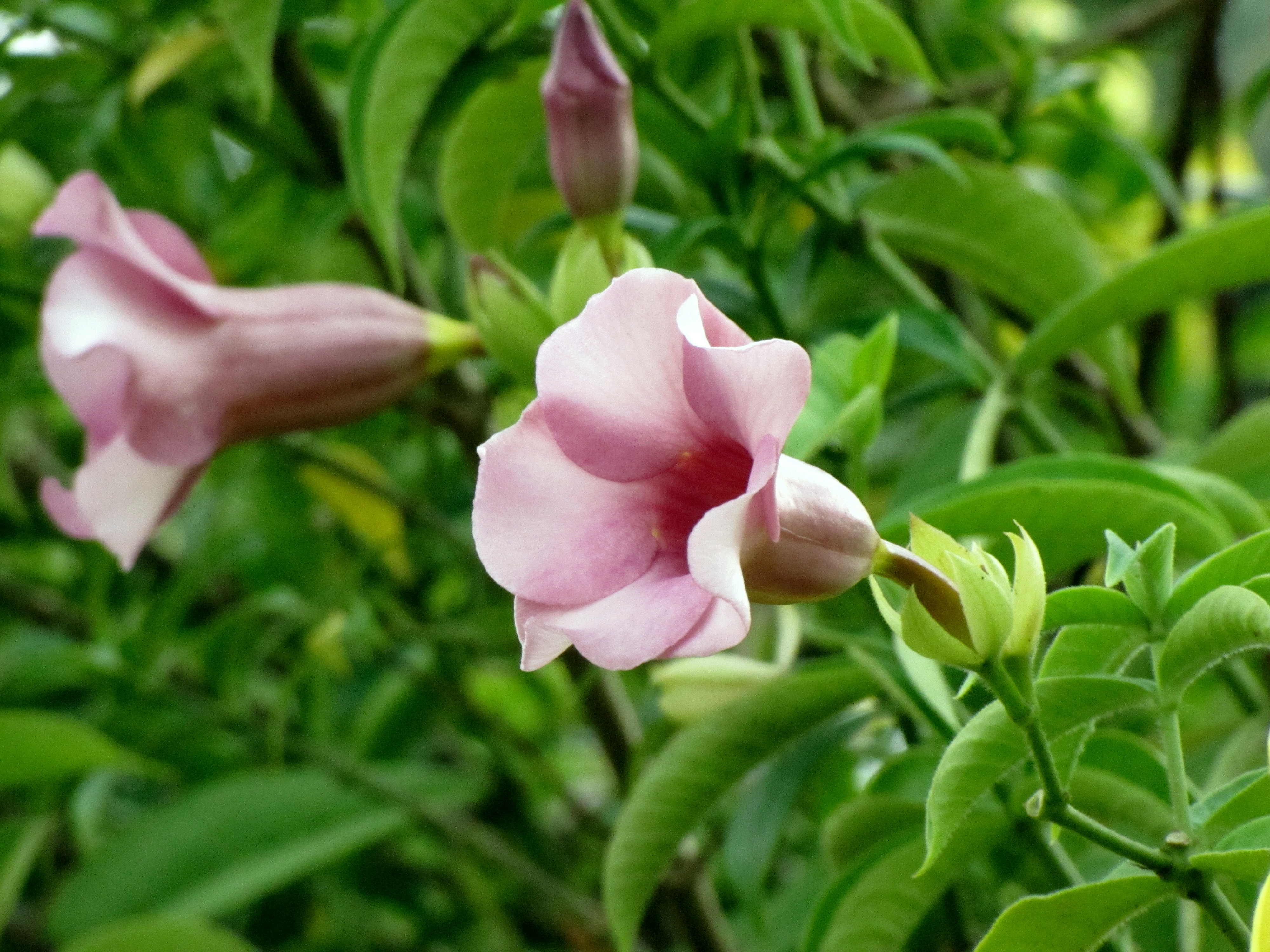
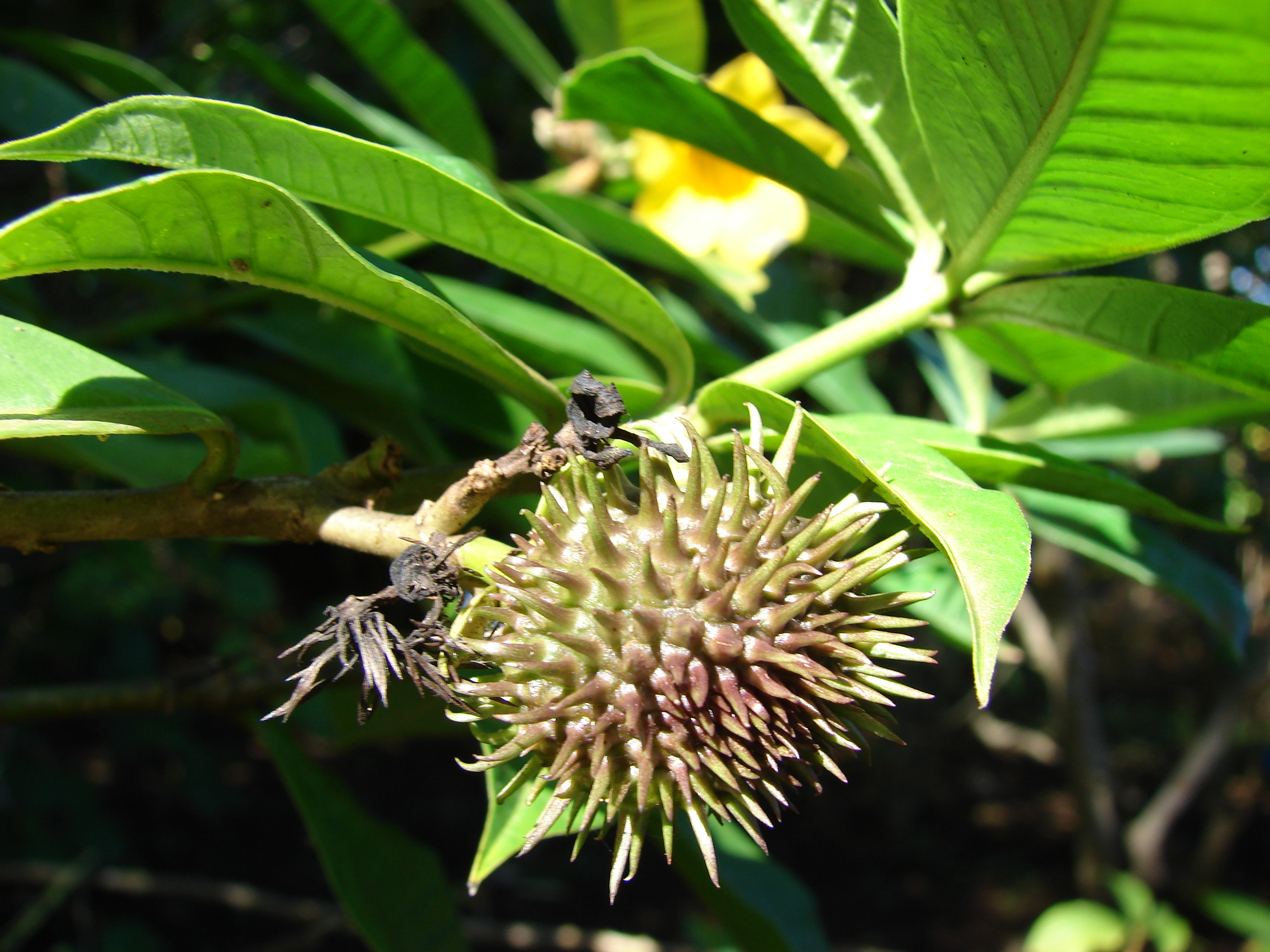